# Agave pendula
Agave pendula är en sparrisväxtart som beskrevs av Schnittsp. Agave pendula ingår i släktet Agave och familjen sparrisväxter. Inga underarter finns listade i Catalogue of Life.